# Tauriphila australis
Tauriphila australis is een libellensoort uit de familie van de korenbouten (Libellulidae), onderorde echte libellen (Anisoptera).
De wetenschappelijke naam Tauriphila australis is voor het eerst geldig gepubliceerd in 1867 door Hagen.